# Aglaia apiocarpa
Aglaia apiocarpa är en tvåhjärtbladig växtart som först beskrevs av Thw., och fick sitt nu gällande namn av William Philip Hiern. Aglaia apiocarpa ingår i släktet Aglaia och familjen Meliaceae. Inga underarter finns listade i Catalogue of Life.